# Стокгольмська мечеть
Стокгольмська соборна мечеть — Мечеть Зайда ібн Султана ан-Нахайяна (швед. Zaid Ben Sultan Al Nahayans moske, араб. جامع زايد بن سلطان آل نهيان‎), відома як Стокгольмська соборна мечеть (швед. Stockholms moské) або Стокгольмська Велика Мечеть (швед. Stockholms stora moské) — Найбільша мечеть у Стокгольмі, Швеції. Відкрито 7 червня 2000, управляється Ісламською асоціацією в Стокгольмі. Розташована поруч із невеликим парком Б'єрнс-тредгорд, у районі Седермальм у Стокгольмі. 

## Історія
Спочатку побудована як електроенергетична станція, відома як («Станція Катаріна»), будівля була розроблена архітектором Фердинандом Бобергом у стилі ар-нуво та закінчена в 1903.
Вже під впливом мавританської ісламської архітектури в її оригінальній версії, будівля була перетворена на мечеть в 1990-ті.
Після консультації мусульманські лідери у березні 1995 року вирішили перетворити стару електростанцію на мечеть. У власність будинок був згодом викуплений Ісламською асоціацією Швеції. Проект було відстрочено через протести і звернень, і будівництво почалося лише на початку 1999 року .
Мечеть була побудована за фінансової підтримки уряду Об'єднаних Арабських Еміратів і названа на честь основного спонсора першого президента ОАЕ шейха Зайда ібн Султана ан-Нахайяна.
Мечеть може вмістити до 2000 чоловік одночасно. 
Будівля має у своєму складі бібліотеку, книгарню, спортзал, офіси, лекційні зали, велику їдальню та ресторан.